# 政本路
政本路是中華人民共和國上海市杨浦区一條南北走向道路，北起国定路，南至中山北二路，全长1000米，宽12米，道路建於中華民国29年（1940年），當時名為协同路。中華民国35年（1946年）更名為国本路。1949年后又更名為政本路。